# Michael Gove
Michael Andrew Gove (Aberdeen, 26 agosto 1967) è un giornalista e politico britannico, membro del Partito Conservatore. Dal 2022 al 2024 è “Segretario di Stato per le pari opportunità, l'edilizia abitativa e le comunità“ e “Ministro per le relazioni inter-governative nel governo Sunak. Dal 2019 al 2021 è stato Cancelliere del Ducato di Lancaster e dal 2015 al 2016 Lord cancelliere e Segretario di Stato per la giustizia del Regno Unito.

## Biografia
Nato ad Aberdeen, Gove è stato in cura fino all'adozione all'età di quattro mesi, dopodiché è cresciuto nella zona di Kittybrewster della città. Ha frequentato l'indipendente Robert Gordon's College e ha studiato inglese al Lady Margaret Hall di Oxford. Ha poi iniziato una carriera come giornalista presso The Press and Journal prima di avere un lungo incarico come scrittore presso The Times.

## Carriera politica

### In Parlamento e al governo
Alle elezioni generali nel Regno Unito del 2005 è stato eletto alla Camera dei comuni per il collegio di Surrey Heath, ed è stato riconfermato nello stesso collegio nelle elezioni successive. Sotto il governo Cameron I, dal 2010 al 2014, è stato Segretario di Stato per l'Istruzione. Dal 2015 al 2016 ha ricoperto la carica di Lord cancelliere.
Nel referendum del giugno 2016 sulla Brexit appoggia l'uscita del Regno Unito dall'Unione europea. In seguito alle dimissioni di David Cameron da Primo ministro, all'inizio sembra appoggiare l'alleato Boris Johnson come nuovo leader dei Tories, per poi subito abbandonarlo e annunciare invece la propria candidatura, rivelatasi soccombente contro Theresa May. La sua mossa priva Johnson - che rinuncia a candidarsi - di un alleato cruciale e fa fallire la scalata al potere di questi.
Il 5 luglio 2022 Johnson lo licenzia dal suo incarico, dopo che Gove aveva chiesto al Primo ministro di dimettersi a seguito dello scandolo Chris Pincher e delle dimissioni a raffica nel governo di quel giorno.

### Elezioni per la leadership del Partito Conservatore del 2019
Nella primavera 2019, dopo il fallimento del Governo di Theresa May nel condurre la Brexit e l'annuncio delle dimissioni della debole leader conservatrice, Gove si ricandida alla guida del partito, ma al quinto scrutinio del 20 giugno 2019 viene eliminato dalla corsa, che vede favorito alla carica di leader Tory e Premier del Regno Unito proprio il suo rivale Boris Johnson, che lo nomina dapprima Cancelliere del Ducato di Lancaster e nel 2021 lo promuove all'ufficio di Segretario di Stato per il Levveling Up.

### Elezioni generali del 2024
In seguito alla vittoria del Partito Laburista alle elezioni del 2024, il governo conservatore guidato da Rishi Sunak si dimette. Di conseguenza, Michael Gove cessa di ricoprire i suoi incarichi ministeriali. In queste stesse elezioni, inoltre, annuncia di non ricandidarsi come parlamentare.

## Vita privata
Gove è sposato con la giornalista Sarah Vine, che in passato ha scritto per The Times e nel 2013 è diventata giornalista del Daily Mail. Hanno due figli.